# Brodat coreà

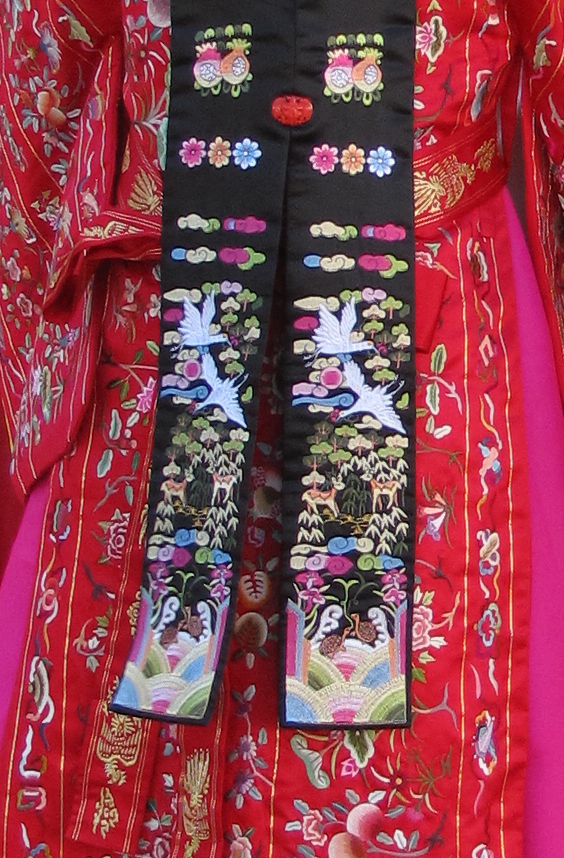
Un detall colorit de brodat coreà

El brodat coreà és una tècnica artesana d'ornamentació tèxtil, coneguda com a tal a partir de l'època de la dinastia Joseon (1392-1910) de Corea, posterior al segle xiv. Chasu (en alfabet hangul: 자수) és la paraula que s'hi refereix. Hi ha quatre tipus de chasu segons el seu ús: pokshik chasu, kiyong chasu, kamsang chasu i budista chasu.
La paraula chasu es feia servir en la cultura coreana per a referir-se a un tipus de pensament mitjançant el qual es perseguia la bellesa en tots els àmbits de la vida quotidiana.

## Història

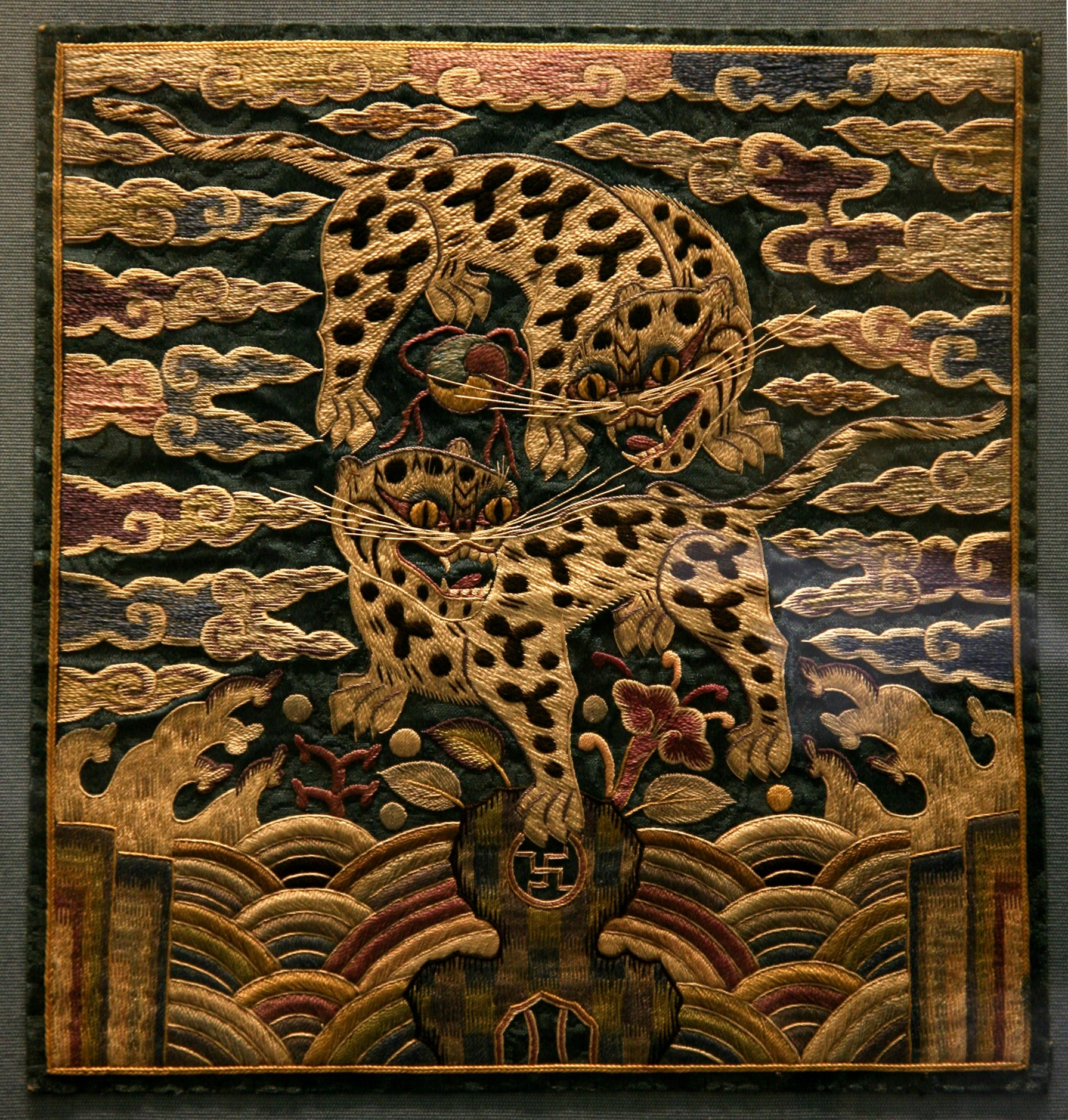
Dos tigres: significa que el propietari en fou un general amb un rang de segon lloc

Generalment, el brodat oriental té l'origen en la civilització persa, i arribà a la Xina per la Ruta de la Seda i més tard a la península de Corea. En el registre històric Samguk Sagi es recull que la gent de Koguryö (37 aC-668 dC) feia brodats, caracteritzats per estils especials, en seda.  L'estil del brodat de Paekche, un dels tres regnes de Corea, amb figures d'herbes i lotus de Nil, va ser molt notable i representatiu, gràcies al comerç massiu d'aquest regne amb alguns regnes xinesos propers a la seva regió.
Després de la unificació dels tres regnes, els governants van tractar de promoure la cultura budista a fi d'integrar els plebeus. Aquest propòsit va continuar al llarg de la dinastia Goryeo (918-1392), quan el nou regne va establir el budisme com a religió estatal amb diverses celebracions cada any. Amb tot, s'incorporen als brodats les figures de crisantems, fulles acolorides, bambú, flors de prunes, etc.
El 1392, es va fundar la dinastia Joseon, que eliminà la influència budista en la societat. El chasu es va expandir àmpliament entre la gent coreana, no sols en la cort. Durant la dinastia Joseon, s'adeqüen habitacions especialment dedicades a les vestidures daurades que utilitzen or i plata.
En la indumentària moderna coreana, el chasu apareix en el hanbok femení, especialment en la màniga de jeogori o en la chima (faldilla).